# Кривавий наклеп
Кривавий наклеп — безпідставне та часто упереджене звинувачення певних груп людей, здебільшого етнічних меншин у здійснені ритуальних вбивств людей, жертвопринесень людських органів та крові. Основними жертвами таких вбивств вбачалися діти. Звинувачення у кривавому наклепі історично використовувалися як привід для розправи з певними групами людей шляхом організації погромів, лінчування тощо. Об'єктом такого упередження часто виступали євреї. Однією з найвідоміших справ, де фігурував кривавий наклеп була справа Бейліса, яка отримала розголос не тільки в Російській імперії, але й за кордоном.

## Практика юдаїзму відносно крові і жертвопринесень
Описи тортур і людських жертвопринесень в передбачуваних ритуальних вбивствах суперечать багатьом фактичним положенням юдаїзму. Насамперед, заборона на вбивство міститься в десяти заповідях Тори. Крім того, використання крові (людської чи будь-якої іншої) в приготуванні їжі суворо заборонено кашрутом. Кров і будь-які інші виділення людського організму є ритуально нечистими (Лев.15). Кров убитих тварин не може вживатися в їжу, вона повинна бути виведена з тіла тварини і похована (Лев.17:12 -13). Згідно з Книгою Левіт, кров жертовної тварини (але не людини) може бути використана лише на жертовнику Єрусалимського храму (який до часу приписуваних подій вже не існував сотні років).
У той час як жертвопринесення тварин дійсно практикувалися в стародавньому юдаїзмі, Танах (Старий Завіт) і Галаха зображують людські жертвоприношення як одне з зол, що відокремлюють язичників Ханаану від євреїв (Втор. 12: 31, 2 Цар. 16: 3). Євреям заборонялося брати участь у цих ритуалах (Вих. 34: 15, Лев. 20: 2, Втор. 18: 12, Єр. 7: 31). Фактично, вимога ритуальної чистоти забороняла навіть знаходження священиків (коенів) в одній кімнаті з людським трупом (Лев. 21: 11). Нащадкам коенів, згідно з релігійними канонами, Галаха забороняє навіть заходити на цвинтар.

## Історія
- 1254 року в Богемському королівстві Привілей Отокара II забороняв зводити кривавий наклеп на юдеїв.

## Кривавий наклеп у кіно
У 2015 році вийшов тизер українського телесеріалу «Кривавий наклеп» [Архівовано 28 березня 2016 у Wayback Machine.] режисера Максима Буйницького.